# إزايا كوردينيه
إزايا كوردينيه (بالفرنسية: Isaia Cordinier)‏ مواليد 28 نوفمبر 1996 في كريتاي، إيل دو فرانس، هو لاعب كرة سلة فرنسي. بدأ مسيرته الاحترافية في سنة 2012. تم اختياره من قبل فريق أتلانتا هوكس خلال الدرافت. يلعب في الدوري الفرنسي لكرة السلة الدرجة الأولى. يحمل الرقم 1. يبلغ طوله 6 قدم 5 بوصة (2.0 م).

## روابط خارجية
- إزايا كوردينيه على موقع الاتحاد الدولي لكرة السلة (الإنجليزية)
- إزايا كوردينيه على موقع الدوري الأوروبي لكرة السلة (الإنجليزية)
- إزايا كوردينيه على موقع سبورتس رفرنس (الإنجليزية)
- إزايا كوردينيه على موقع كرة السلة الأوروبية.كوم (الإنجليزية)
- إزايا كوردينيه على موقع ريلجم (الإنجليزية)
- إزايا كوردينيه على موقع بروبوليرز (الإنجليزية)
- إزايا كوردينيه على موقع سبورتس رفرنس (الإنجليزية)